# 音楽ファンタジー・ゆめ
『音楽ファンタジー・ゆめ』（おんがくファンタジー・ゆめ）は、NHK教育テレビジョンで1992年4月6日から1999年4月2日までの7年間放送されていたクラシック音楽を題材としたCGアニメーション。

## 概要
ディズニー製作のアニメーション映画「ファンタジア」をモチーフとして企画され、クラシック音楽を幼いときから慣れ親しめるようCGを用いて映像化した番組。
5分枠の中で2つのパートから構成されており、前半では後述のCGキャラクターのアニメーションが放映され、前半終了後、その回で取り上げる曲のタイトル・作曲者が紹介される。
続く後半のパートでは、音楽にのせて曲のイメージの3DCGアニメーションが繰り広げられる。時間の制限があるため、一部の楽章のみであったり、大幅な編曲がなされている場合も多い。一方では、ベートーヴェンのトルコ行進曲やショパンの小犬のワルツなどの短い曲は、変奏をしたり同じ個所を繰り返すなど、大幅に膨らませることもある。また、使用された曲の大半は放送時点で物故者となっていた作曲者の作品で、著作権も切れている作品だったが、一部の作品は放送時点で著作権が切れていない作品であり（2020年現在は著作権の保護期限を満了したものもある）、『アランフエス協奏曲』については後述のように放送時点で存命の作曲者による作品だった。
エンディングでは、第1期は各話様々な立体図形の変形とそれに合わせた作曲者の似顔絵の登場。第2期以降は統一されている。
かつてはBMGビクターからVHS（全19巻）、日本クラウンからDVD（全10巻）が発売されていた。現在は、ネットショップ、ネットオークション等で在庫がある限り入手可能。また、第2期の前半パートを原作とした絵本全3作がリトルモアより出版されている（#関連商品）。
2020年には番組30周年に向けて番組のプロデュースに関わったTecGenius（堤照薫）が経営する「TECGENIUS ORGANIZATION」のYouTubeチャンネル「TECGENIUS  EDUTAINMENT」「TECGENIUS CHILD CHANNEL」にて本編の公式配信を期間限定で行い、TECGENIUS ORGANIZATIONに「音楽ファンタジー・ゆめファンクラブ推進委員会」を設置し制作秘話などを記した会報の発行などを実施。2022年時点ではTecgenius（堤照薫）のZAIKOサイトにて月額制での番組で放送された3DCGアニメーション映像の有料配信も行われている。同年までYouTubeで全編が無料公開されていた。しかし収益にならないため月額制Webサイトへ移行を知らせる動画に代えて削除している。

## 放送時間
毎週月曜日に新作を放送し、同じ回を5日間放送していた。1992年度は、1年間通して第1期が放送され、1993年4月5日から1994年10月3日までは第1期が再放送された（例外あり）。
- 本放送
放送枠：母と子のテレビタイム
  - 1992年度：17:35 - 17:40
  - 1993年度：17:25 - 17:30
  - 1994年 - 1997年度：8:00 - 8:05、16:55 - 17:00（1996年度後期を除く）
  - 1997年度：16:20 - 16:25（1997年度後期）
  - 1998年度：7:30 - 7:35、16:20 - 16:25
  - 1999年度：15:45 - 15:55（7月24日まで毎週土曜日[* 5]）

本放送終了後の1999年9月25日（15:45 - 15:55）と2000年11月23日（10:40 - 10:45、10:55 - 11:00）に再放送が特別に行われた[* 6]。
この他に一時期「ニャンちゅうといっしょ」内のコーナーとして後半パートのみが放送された。
- Eテレセレクション
放送枠：Eテレフリーゾーン
  - 2013年3月3日：15:30 - 16:00
第1期「トルコ行進曲」・「ピアノ協奏曲第1番」・「春の祭典」、第2期「熊蜂の飛行」・「威風堂々[* 7]」、第3期「ユモレスク」の再放送。

ウェブでの視聴者投票により再放送が決定されるシステムによるものであるが、2009年のETV50番組内企画「もう一度見たい教育テレビ」では11位と再放送には至らなかった[2]。
上記の他にNHKBSプレミアムで放送されていた『ワンワンパッコロ!キャラともワールド』ではリクエストコーナーで第1期「白鳥の湖」「剣の舞」「キラキラ星変奏曲」の後半が紹介され[* 8]、2023年11月3日放送のEテレ『みんな集まれ!こどもうたまつり　～NHK交響楽団コラボスペシャル～』では第1期「天国と地獄」の前半が放送された。

## 主なキャラクター

### フルーツ&ベジタブルオーケストラ（第1期）
八分音符の形をした指揮者と、野菜や果物でできた楽器のキャラクター達。ほとんどのキャラは複数体存在する。メンバーの一部を除き英語しか話さない。「ピアノ協奏曲第1番」では、練習中に指揮者を除くメンバー全員が謎の歪みを起こし、壊滅した。第3期で再登場した際は色が鮮やかになり、顔の表情(笑い、驚いた顔など)も加わったが伝達手段はボディーランゲージのみで言葉は一切話さなかった。
指揮者
黄色と赤紫色の八分音符の形をしている第1期のメインキャラクター。性別不明。基本的には「Hi!」や「OK!」などの簡単な英語しか話さないが、曲名紹介の他、ごく初期でも劇中で日本語を披露している。
「時計交響曲」では、メトロノームと同時に指揮をした。「ボレロ」では、非常に小さな個体が多数登場した。「チゴイネルワイゼン」では、猛スピードで高速道路を駆け巡った。「舞踏への勧誘」や「ラプソディー・イン・ブルー」と「春」では、声が変わっている（曲名紹介では「アランフェス協奏曲」「白鳥の湖」「ボレロ」「ラプソディー・イン・ブルー」「春」）。第3期では「カリンカ」を除いてフルベジ登場回で全て登場している。最終回「主よ、人の望みの喜びよ」では、チェロとシンクロのダンスに全く付いて来れないまま、苦戦していた。
ヴァイオリン、ヴィオラ
茶色の落花生に弦が4本張っており、弓を手に持ち演奏する。メンバーの中で一番小さく「チィチィ」という鳴き声を出す。マイペースな性格で「アイーダ」では、指揮者の命令を無視してバラバラに前進しつつ指揮者を潰し、「G線上のアリア」では、ベースの周りをうろついて逆に追放された。ヴィオラは「白鳥の湖」のみ登場。
チェロ、ベース
紫色のナスに弦が4本張っており、手足が生えている。蔕はヘッドになっており、f字孔は髭。
チェロはリボンと腕の色がピンクで弓を持参している。登場回数がメンバーの中で一番多い。大抵登場する度に、何かしら災難に遭う。「ピアノ協奏曲第一番」では、練習中に謎の歪みで目玉や弓を持っている右手が大きくなり、目玉が取れた。「新世界」では、弓の代わりに箒やゴルフクラブ（ウッド）を使った。性格は気が小さく、慌てん坊でドラムが少し苦手。「ウィリアムテル序曲」では、高所恐怖症であり、高い所が怖くて大嫌い。「アランフェス協奏曲」では、チェロ軍団がドラム軍団と決着をつけ、その後和解した。「春の声」では声が低かったが、「眠りの森の美女」から声が高くなった。「ペルシャの市場」では、f字孔が通常より長い男爵風なチェロが登場。
ベースはチェロより一回り大きく、リボンと腕の色が緑色で弓を持っていない。性格は意地っ張りで我慢強く、用心（注意）深いので一人でいることが多い。「ゴリウォーグのケーク・ウォーク」では、チェロとベースが、足拍子を披露した。
「結婚行進曲」では、リボンと腕の色がチェロとベースで逆だったほか、ベースは女性として登場した。「月の光」では、腕の色がピンク、リボンの色が緑のベース、「愛の夢」と「アルルの女」では、リボンと腕の色が濃いピンクの女性のチェロ、「アランフェス協奏曲」では、体が赤紫、腕の色がピンク、リボンの色が青いチェロなどがそれぞれ登場した。
トランペット
茎にピストンと手があり、傘から音が出る茶色のなめこ。3体でいることが多いが、「運命」と「ワルキューレの騎行」では、1体しか出てこない。特に「ワルキューレの騎行」では、巨大化し、メンバーを風圧で吹き飛ばした。「展覧会の絵」では、逃げるチェロに対し我関せず演奏するだけだった一方、「運命」では、絶望しかけたチェロの救世主となった。言葉を話さない。
サクソフォーン
手足が生えており、蔕から音を出す逆さまのオレンジ色のニンジン（赤ちゃんを除く）。「春の祭典」では、夫婦で赤ん坊をあやしたり、「アイネ・クライネ・ナハトムジーク」では、畑でできた赤ちゃん（まれにカブ）が生える。「アベ・マリア」では、寝ている時、もの凄く大きい鼾のせいでチェロに怒られる。「交響曲第40番」では、高所恐怖症である事が判明した。「キラキラ星変奏曲」では、学習発表会のステージ発表で、星をテーマにしたダンスを披露した。
クラリネット
手足が生えており、根から音が出る緑色のネギ。おとなしい性格だが、少しお調子者。
ピッコロ、フルート
緑色のインゲン豆のさやに手が生えた姿をしている。ピッコロは気が弱い女の子で、フルートはセレブな女性である。
ピアノ
主体が黄緑色のナシ、鍵盤が黄色のバナナ、黒盤は茶色のヤシの枯れ葉になっている。メンバーの中で一番大きい。言葉を話さない。「英雄ポロネーズ」では、オルガンピアノも登場した（通常より小さく、赤く熟している）。バッハの「メヌエット」と「交響曲第40番」では、巨大化している。
マリンバ
音板が緑色のキュウリ、パイプが紫色のブドウになっている。言葉を話さない。「小犬のワルツ」では、指揮者が大きくしたり小さくしたりさせた。第3期では唯一登場しなかった。
ドラムセット
バス・スネア・タム・フロアがオレンジ色のカボチャ、ハイハット・サイド・トップが白色のキノコになっている。主にバスのみが登場。手足が生えており、サングラスをかけている。髭（口ひげ）も特徴。手足をしまって転がることができる。「トリッチ・トラッチ・ポルカ」では、運動会の徒競走で、ピンチの時に、この状態で、3人のチェロを追い抜き、優勝したり、「展覧会の絵」でも、この状態で、巨大化し、チェロを執拗に追いかけ回した。「展覧会の絵」や「交響曲第40番」では、巨大化している。悪役並みの不良キャラで、主に、チェロをいじめているが、「アランフェス協奏曲」では、ドラム軍団がチェロ軍団と決着をつけ、その後和解した。また「ラデツキー行進曲」では、練習に遅刻したにも関わらず、調子に乗りすぎて、勝手なリズムで演奏し、あきれたメンバーに置き去りにされたこともある。
基本的にサングラスをかけているのはバスのみだが、「トッカータとフーガ」では、全員サングラスをかけているもの（バスの体の周りが黄緑と緑の縞で声が低い）と誰もサングラスをかけていないもの（バスの体の周りが緑一色で声が高い）の2種類のタイプが登場、このうちサングラスをかけていない方は盆踊りを披露した。
バッハの「メヌエット」では、サイド・トップのみが登場していた。
ティンパニ
半分に割れた緑色と赤色のスイカ。2体セットである。手足が生えており、バチは持参している。叩くと色が変わる。登場回数は4回しかない。

### テクテクキッズ（第2期）
パソコンとマウスの兄弟「ハーディー」・「コミー」と彼らを取り巻くキャラクター達。基本的には彼らの伝達手段はボディーランゲージのみで言葉を話さない。このため、曲名紹介は女性のナレーターが行った。また、韓国でも「コミーとハーディーの音楽の旅」というタイトルで放映された。
ハーディー
青いパーソナルコンピューター本体のキャラクター。コミーの兄。普段は温厚だが怒らせると怖く、コミーにも容赦がない。タイヤで移動する。よく、コミーとケンカしたり、寝ていることが多い。フロッピーディスクは食べる形で挿入する。第2期のメインキャラクターとしてコミーとともに曲名紹介を担当する。
「ジムノペディ」では、コミーが床にこぼした画鋲に刺さり、「ピアノソナタ第15番」では、鼻を蜂に刺され、「子守歌」では、窓から入って来た風船をつかもうとして床に落ちるなど、日頃から怪我が絶えない。
「動物の謝肉祭」では、画面をカラスに突つかれるも、あるフロッピーを食べてカラスを退治し、ボッケリーニの「メヌエット」では、ハーディーが熱を出し病院のフロッピーを食べて治療を行った。また、ハーディーは注射嫌いである。「はげ山の一夜」では、ハーディーが窓に挟まってしまった。
「威風堂々」では、ハーディーの誕生日が描かれているが、年齢が明らかではない。「くまばちの飛行」では、コミーのために雪だるまを作り、「亜麻色の髪の乙女」では、タイヤの足を用いてピンクの色紙を切り、コミーのために、ピンクのクジラ作るなど、手先が器用である様子が窺える。「コンドルは飛んでゆく」では、毛糸で遊ぶコミーに対し、毛糸を食べて自分用のニット帽を作ったが、その後コミーにも同じ色のニット帽をプレゼントした。
コミー
オレンジ色のマウスのキャラクター。ハーディーの弟。好奇心旺盛で無邪気な性格。ハーディーと同様にタイヤで移動する。尻尾はコードを兼ねており、普段はハーディーと繋がっている。第2期のメインキャラクターとしてハーディーとともに曲名紹介を担当する。
「スラブ舞曲」ではシャボン玉の液が入ったバケツに落ちる（口からシャボン玉液をはき出した。）、最終回「主よ、人の望みの喜びよ」ではドライブ中にボーリングのピンにぶつかり倒れるなど、ハーディーと同じく常日頃から災難に見舞われることが多い。「モルダウ」では穴の開いた壁に入り、壁の中の木材に当たりそうになったが、大きな石が落ちて来た時はハーディーが助けて無事だった。
「軍隊行進曲」では主人に処分されそうになったハーディーにエネルギーを送り込んで助けるなど、パートナー思いの一面を見せている。
「はげ山の一夜」にて、ハーディーの夢の中では悪魔と天使のコミーが登場していた。
ミニコンポ型のキャラクター
正式名称は不明。サングラスをかけている。「『カルメン』よりハバネラ」、「バイオリン協奏曲ニ長調」、「威風堂々」、「春の歌」、「タイスの瞑想曲」に登場した。陽気な性格で、「バイオリン協奏曲ニ長調」では、カメラで写真を撮ろうとしていたハーディーとコミーの前に割り込むようにして邪魔をし、自分が写真にアップで写ってしまった。
「『カルメン』よりハバネラ」のように、ハーディーやコミーを騒音で困らせることもあるが、仲は良い模様。鼻の部分は音量調節のつまみになっている。「春の歌」では、ハーディーとコミーが、音量調節のつまみを上げ下げした際に、くしゃみをした。「コッペリア」では、ハーディーとコミーのアルバムから写真で登場している。「威風堂々」では、ハーディーのバースデーパーティーにやって来た。第3期では、一切登場しなかった。
からくり時計の人形の女の子
正式名称は不明。「エリーゼのために」、「威風堂々」、ボッケリーニの「メヌエット」に登場した「不思議の国のアリス」のアリスをモチーフにしたキャラ。「エリーゼのために」では、ハーディーが一目惚れしている。「威風堂々」では、ハーディーのバースデーパーティーにやって来た。
ボッケリーニの「メヌエット」にて、ハーディーにインストールされたウイルス駆除ソフトでは、ナース姿の彼女が登場する。第3期では、一切登場しなかった。
放送終了後年に放送された音楽ファンタジー・ゆめの特集番組では、声付きで司会進行を担当していた。
主人
正式名称は不明。ハーディーとコミーの使用者である男性。登場する度後ろ姿、または、影しか映されない。左利き。ハーディーとコミーは、彼の入室中・作業中は通常のコンピューターの姿になっている。
「コッペリア」では、ハーディーとコミーを購入した際に家族（妻・息子）と記念写真を撮っていた事が（写真立てで）判明した。「軍隊行進曲」では、ハーディーを中古品として処分しようとし、「華麗なる大円舞曲」では、電気スタンドを処分しようとした。第3期では、一切登場しなかった。

### フルベジwithテクテクキッズ（第3期）
第1期と第2期のメインキャラクターが登場する。「with」とあるが、「フルベジ」パートと「テクテクキッズ」パートは二本立てとしてそれぞれ独立している上、「フルベジ」のキャラクターが一切登場しない回が大半であるため、構成上両者が直接共演するという形ではない。

## 作品概要
話数は便宜上のもの。

### フルーツ&ベジタブルオーケストラ
第1期、全50作、VHS第1巻から第10巻、DVD第1巻から第5巻。
青と紫バックに白字で、左下から指揮者が登場して曲名を紹介する。効果音は何度か変更されている。CG紹介も白字。
エンディングにおいて作曲者の登場する際には名前が表示され、男性が英語で読み上げた。常に同じ曲が使用されるが、第3回「ノクターン」では無音だった。タイトルロゴと制作クレジット表記が右側であるため作曲者は必ず左下に表示される。（ニャンちゅうでの再放送時は前半パートとエンディング部分がカット）

### テクテクキッズ
第2期、全30作、VHS第11巻から16巻、DVD第6巻から第9巻の3番目。
黄緑色のギンガムチェックをバックに前半CGアニメーション担当者が表示された後にジングルが流れ、左下からハーディー、右下からコミーが登場し、女性のナレーションが曲名を読み上げる。曲名は水色。『エリーゼのために』〜『軍隊行進曲』は放送当初ナレーションが無くジングルのみだったが、再放送では読み上げている。当期のみ前半パートに後半パートの楽曲アレンジが使用されなかった。
またVHS、DVDジャケット裏面では、「CGアニメーション」ではなく「CG制作」と表記されている。この表記は、第3期のVHS、DVDジャケット裏面も同様の表記がなされている。
当期以降、ハーディーとコミーが窓のそばで気持ちよく寝ているエンディングに統一。第79回『シシリエンヌ』のエンディングにて、放送当時、コミーとハーディーの名前が紹介された。編曲は第2期以降、全て、辻陽が担当する。

### フルベジwithテクテクキッズ
第3期（最終期）、全15作、VHS第17巻から19巻、DVD第9巻の4番目から第10巻。

## スタッフ

### CGアニメーション
主に後半パート担当
- 原田大三郎（多摩美術大学情報デザイン学科教授、ドロップイン代表）
- 田中秀幸（フレイムグラフィックス代表）
- 後藤孝之[7]（メディアクリエーター、文星芸術大学デジタル映像専攻非常勤講師、女子美術大学非常勤講師）
- 本目淳一
- 本間由樹子（NHKアート勤務のイラストレーター）
- 安井千博[8]
- 河原敏文（ポリゴン・ピクチュアズ創始者）
- 松浦季里
- 林秀彦
- 中川佳子[9]（フリーランスのイラストレーター、アイ・コム代表）
- 吉田篤史
- 中山洋三（絵本作家）
- 朝倉民枝

他
主に前半パート担当（第2・3期）
- 清滝有里子（絵本版も担当）
- 奥井宏幸
- 雨宮由里子[10]
- 福田陽一

他

### 編曲者
- 堤照薫[11]（作曲家・音楽教育家）『アランフェス協奏曲』ではCGアニメーションも担当
- 上野千佳（ガールズバンドグループTinBinメンバー、みんなのうた『夢を盗むギャングたち』作曲[12]）
- 黒石ひとみ（シンガーソングライター、作詞家、作曲家）
- 巽竜之介（巽竜ノ介名義もある）
- 未来美音
- 葵新吾
- 辻陽（第2期以降全ての回の編曲を担当）

### NHK制作
- ディレクター：渡辺昭[13]、久保なおみ[13]
- 制作統括：中村哲志[13]

## 関連商品
VHS
- 『音楽ファンタジー・ゆめ』(各巻5話収録)
  - 第1 - 5巻 （1993年4月21日）
  - 第6 - 10巻 （1993年6月23日）
  - 第11 - 13巻 （1995年5月24日）
  - 第14 - 16巻 （1996年6月21日）
  - 第17 - 19巻 （1998年4月21日）
- 『音楽ファンタジー・ゆめ』(第1期、各巻4話オムニバス収録)
  - お・は・よ・う
  - 元気にあそぼ
  - お・や・す・み

DVD
- 『音楽ファンタジー・ゆめ』(第1～5巻は10話、第6巻～10巻は9話収録。)
  - 第1 - 5巻 （2001年11月21日）
  - 第6 - 10巻 （2001年12月16日）

絵本
前述の通り、『テクテクキッズ』を原作とした絵本『テクテク・キッズ ちいさなコミーとおおきなハーディー』シリーズが3作出版されている。morning landscape・著、清滝有里子・イラスト。
- 『テクテク・キッズ ちいさなコミーとおおきなハーディー』シリーズ（リトルモア）
  - おんなの子とケーキの巻（1996年4月、ISBN 978-4-947648-26-6）
  - ライティーンをすくえの巻（1996年6月、ISBN 978-4947648310）
  - ふうせんとあそぼうの巻（1996年12月、ISBN 978-4-947648-41-9）